# Walter Möbius (Mediziner)

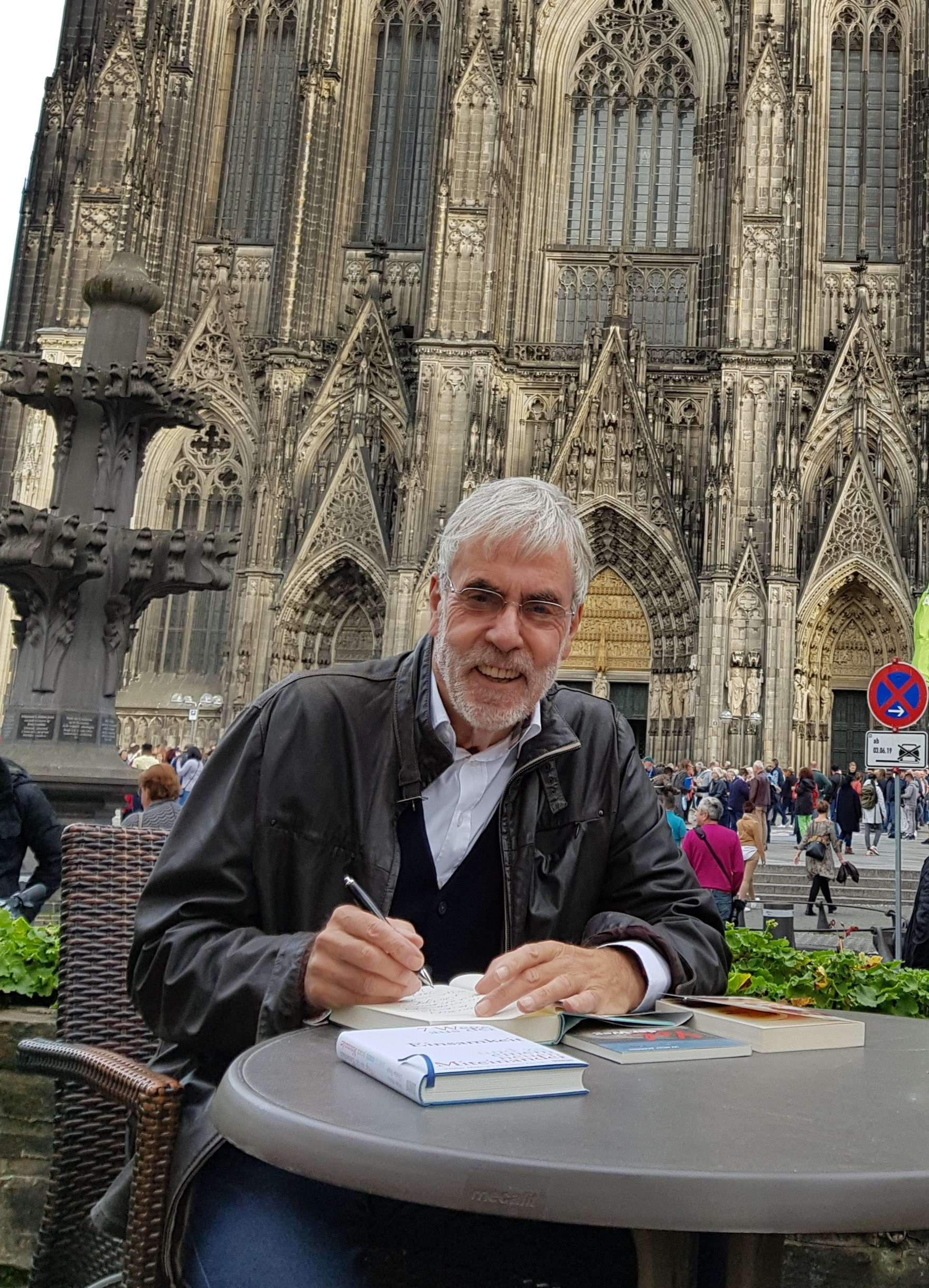
Walter Möbius (2019)

Walter Möbius (* 1937 in Bonn) ist ein deutscher Arzt, Hochschulprofessor und Buchautor. Er wurde u. a. als Leibarzt von Prominenten wie Helmut Kohl bekannt.

## Leben
Walter Möbius studierte in Bonn Medizin für Internistik und Neurologie. Von 1978 bis 2002 war Möbius Chefarzt der Inneren Abteilung am Bonner Johanniter-Krankenhaus, das zur Zeit der Bonner Republik eine Art „Regierungs-Krankenhaus“ war. Er behandelte Diplomaten und Politiker, darunter Altkanzler Helmut Kohl, den er in den Jahren seiner Kanzlerschaft auf zahlreichen Regierungsreisen begleitete und mit dem er befreundet war.
Nach seiner Pensionierung engagierte sich Möbius vor allem für jugendliche Patientinnen und Patienten in den Einrichtungen der Salesianer Don Boscos in Entwicklungsländern, die er als Arzt und Fotograf unterstützt.
Er ist u. a. im wissenschaftlichen Beirat der Organisation “Singende Krankenhäuser” unter der Schirmherrschaft von Gerlinde Kretschmann. Möbius hat als passionierter Fotograf und Bergsteiger die meisten Länder der Welt bereist.

## Medizinische Grundsätze
Möbius gilt als „Patientenflüsterer“. Er setzt sich für ein bewussteres Arzt-Patienten-Verhältnis ein, das auf Zuhören, Hinsehen und Vertrauen basiert. Der Fokus der Medizin sollte stärker auf das Patientengespräch und die Umgebung der Kranken gelegt werden.

## Medien- und TV-Präsenz
Walter Möbius wird häufig interviewt und ist Gast in TV-Sendungen, wie zum Beispiel "Live nach neun", "Tele-Akademie", "Im Zeit-Raum".

## Schriften
- Yol – der Weg: Begegnungen eines Arztes. Bonn: Mc-Moebius-Verlag, 2004, ISBN 978-3-00-014762-3.
- Menschlichkeit ist die beste Medizin: Ein Wegweiser für Patienten und Ärzte. Piper Verlag, 2008, ISBN 978-3-492-26283-5.
- Kinder einer Welt. Don Bosco Verlag, 2010, ISBN 978-3-7698-1874-1.
- Der Krankenflüsterer: Ein Diagnostiker erzählt von seinen interessantesten Fällen. DuMont Buchverlag GmbH & Co. KG, 2015, ISBN 978-3-8321-6331-0.
- 7 Wege aus der Einsamkeit und zu einem neuen Miteinander. DuMont Buchverlag GmbH & Co. KG, 2019, ISBN 978-3-8321-9878-7.